# (603) Timandra
(603) Timandra es un asteroide perteneciente al cinturón de asteroides descubierto el 16 de febrero de 1906 por Joel Hastings Metcalf desde el observatorio de Taunton, Estados Unidos.

## Designación y nombre
Timandra se designó al principio como 1906 TJ.
Más tarde fue nombrado por Timandra, un personaje de la mitología griega.

## Características orbitales
Timandra orbita a una distancia media del Sol de 2,538 ua, pudiendo alejarse hasta 2,981 ua. Tiene una excentricidad de 0,1745 y una inclinación orbital de 8,027°. Emplea 1477 días en completar una órbita alrededor del Sol.